# Condylostylus diversifemur
Condylostylus diversifemur är en tvåvingeart som beskrevs av Octave Parent 1935. Condylostylus diversifemur ingår i släktet Condylostylus och familjen styltflugor. Inga underarter finns listade i Catalogue of Life.